# Parafia św. Jana Chrzciciela w Ornecie
Parafia Świętego Jana Chrzciciela w Ornecie – rzymskokatolicka parafia w Ornecie, należącym do archidiecezji warmińskiej i dekanatu Orneta.
Została utworzona w XIV wieku. Kościół parafialny jest budowlą bazylikową z XIV wieku, po obu stronach naw bocznych obudowany w XV wieku kaplicami, jest jednym z najpiękniejszych kościołów gotyckich w Polsce. Na zewnątrz wyróżnia się wysokimi, ozdobnymi attykami i fryzem z terakoty, umieszczono w nim maski kobiet i mężczyzn.